# Durodamus
Durodamus là một chi nhện trong họ Nicodamidae.